# カリフォルニア大学サンフランシスコ校

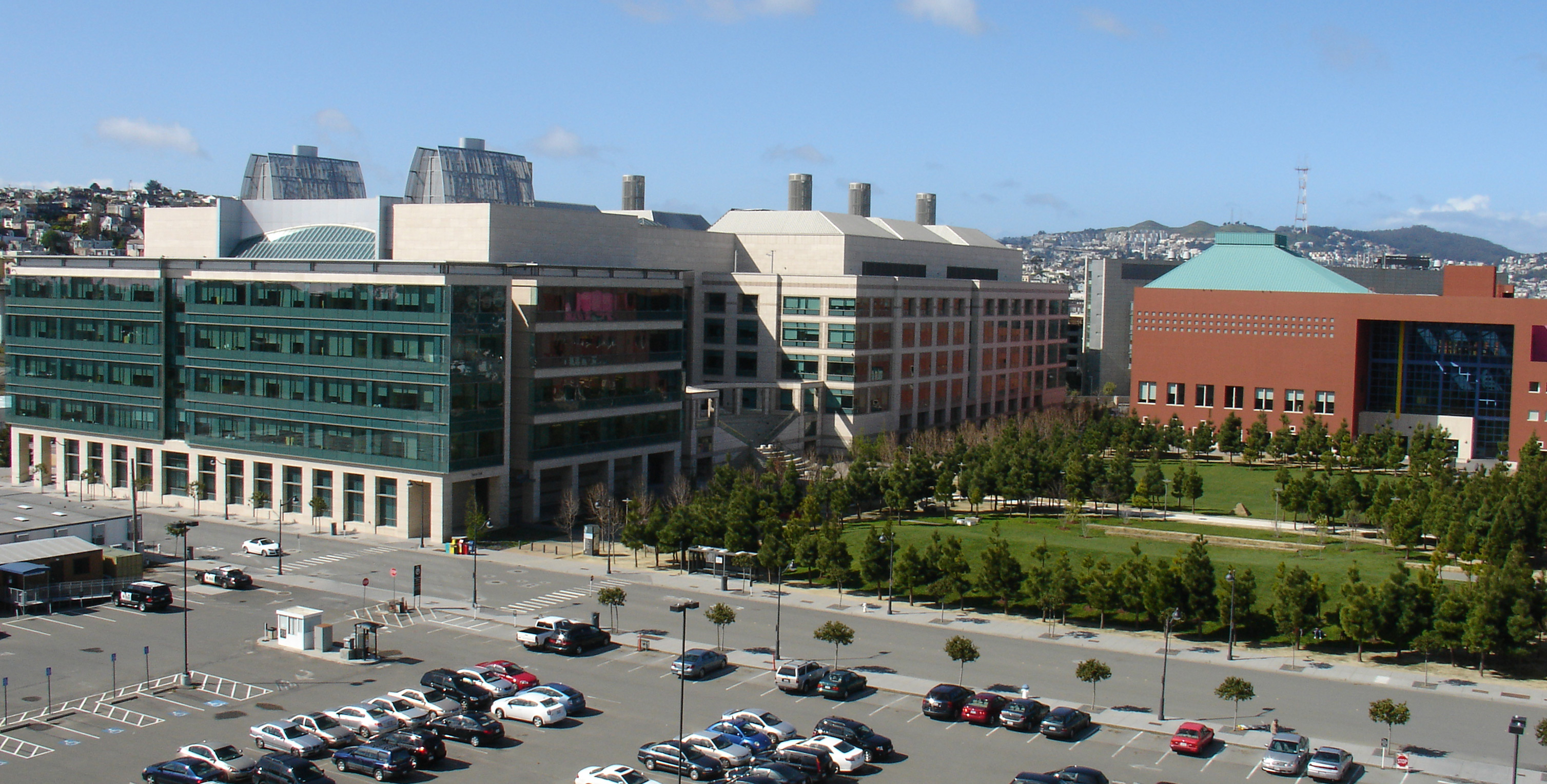
Mission Bayキャンパス

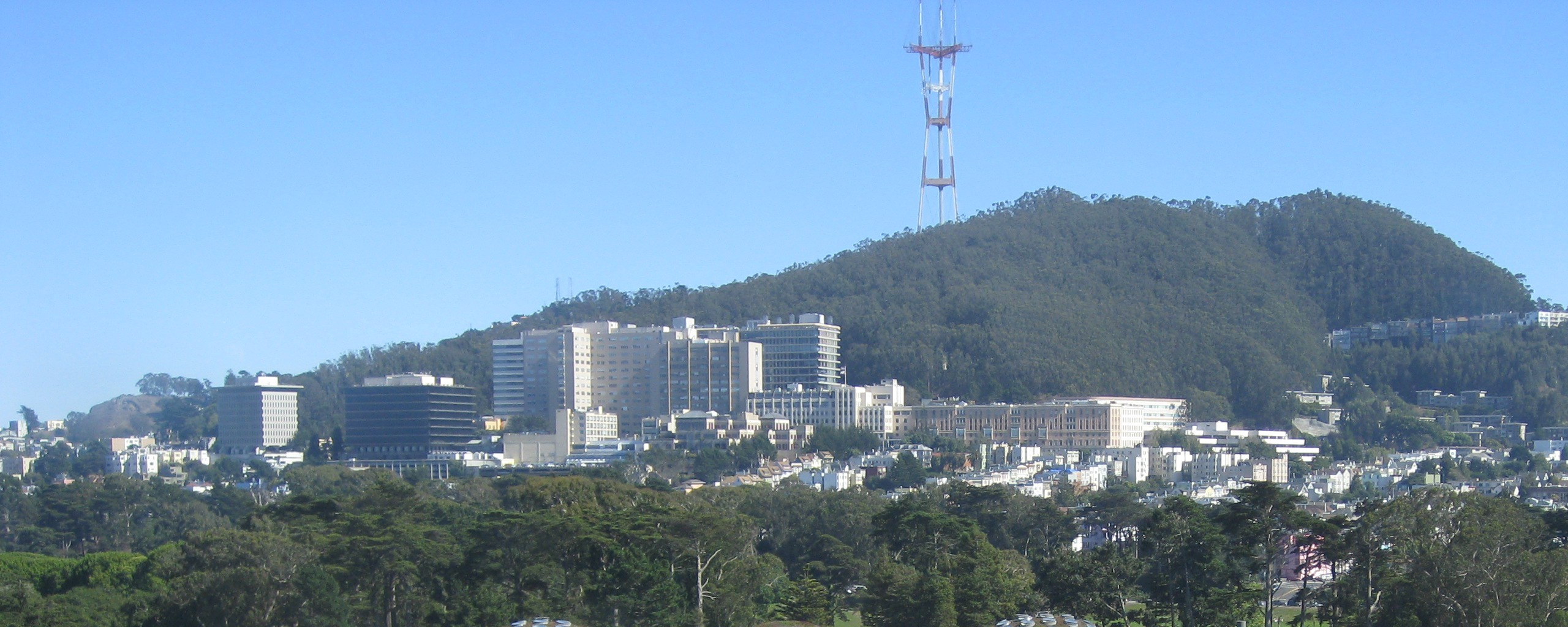
UCSF医学大学院 (UCSF Med) およびUCSF看護学大学院 (UCSF Nursing)

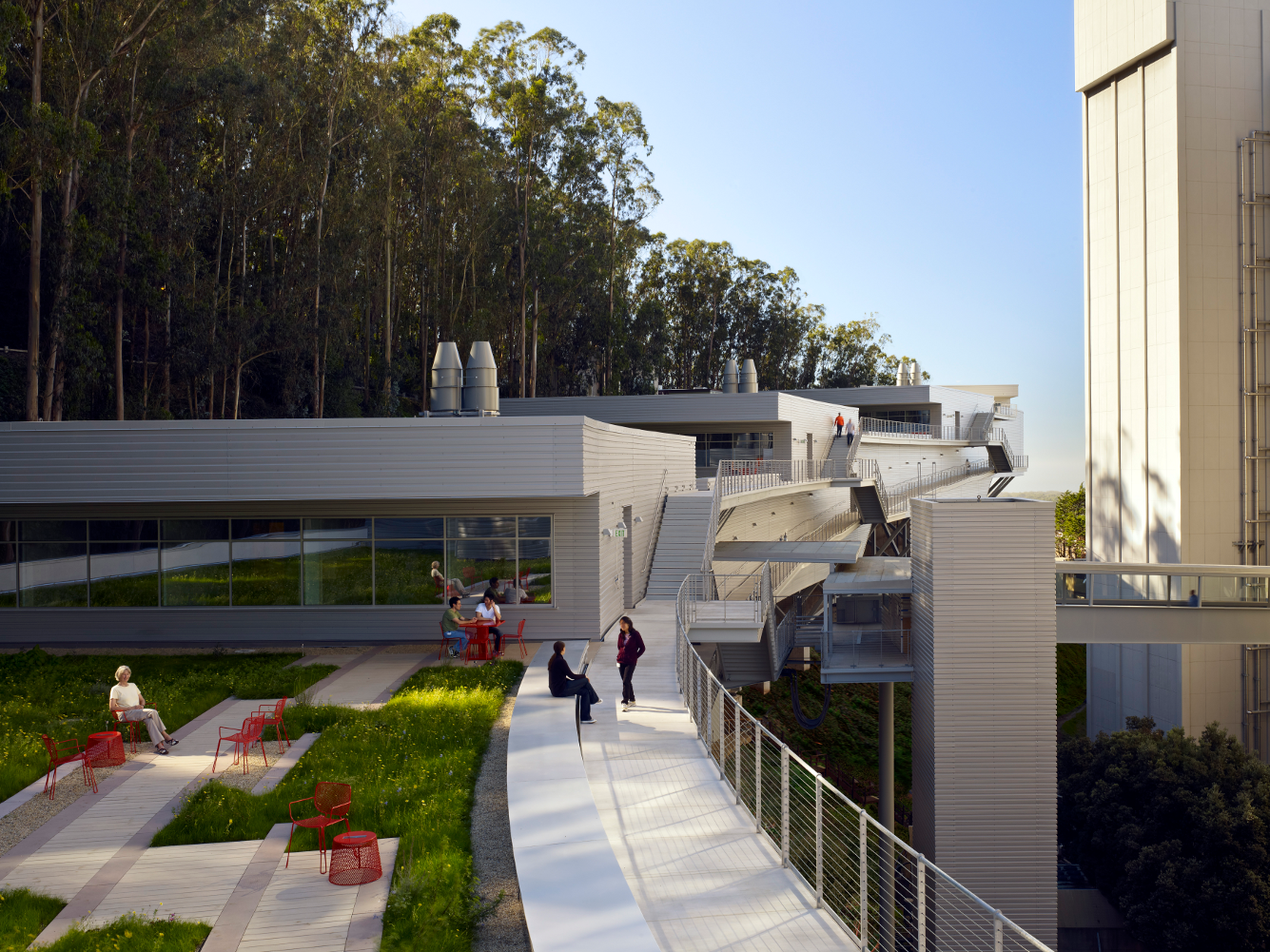
UCSF薬学大学院 (UCSF Pharmacy)

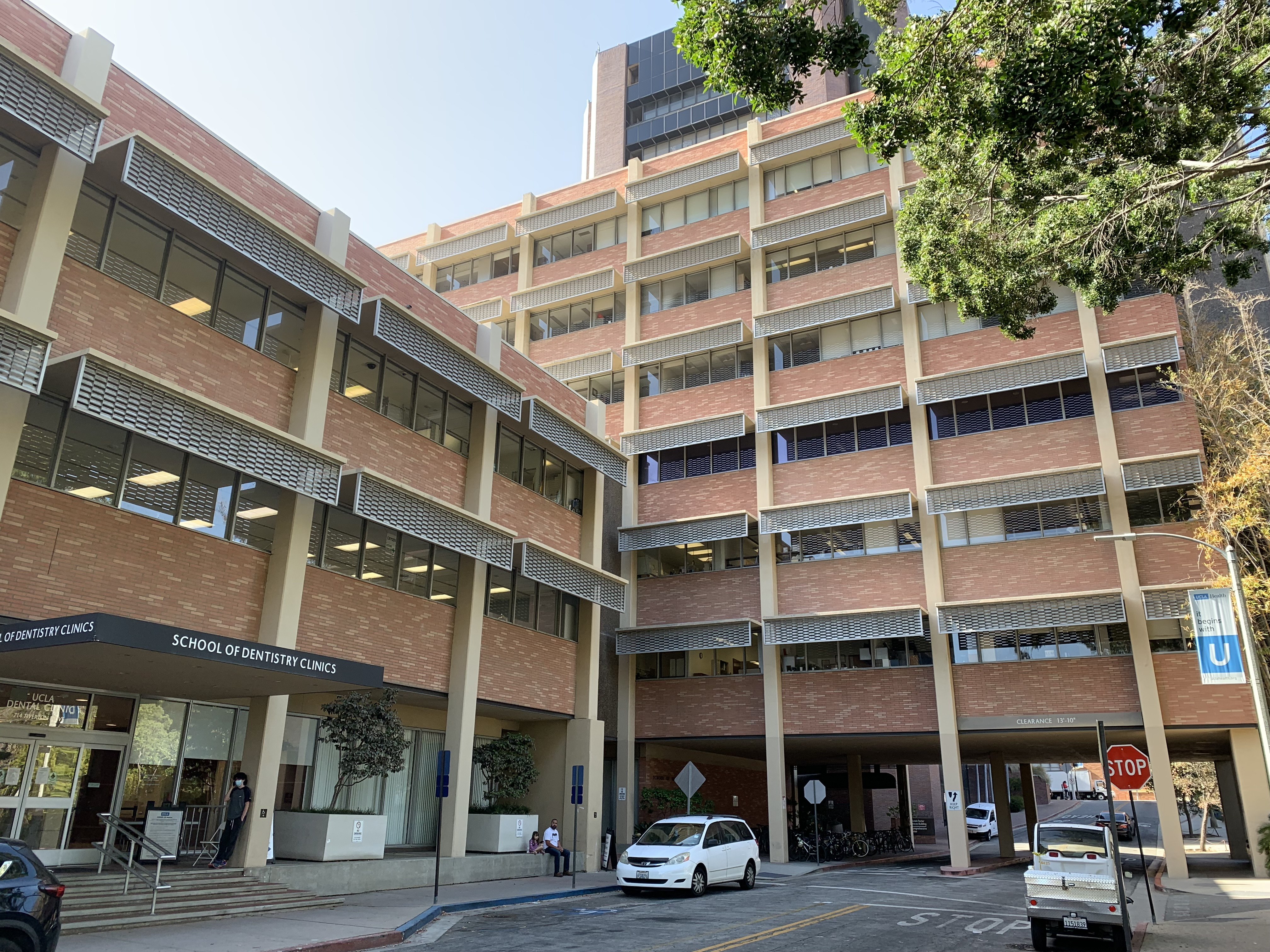
UCSF歯学大学院 (UCSF Dentistry)

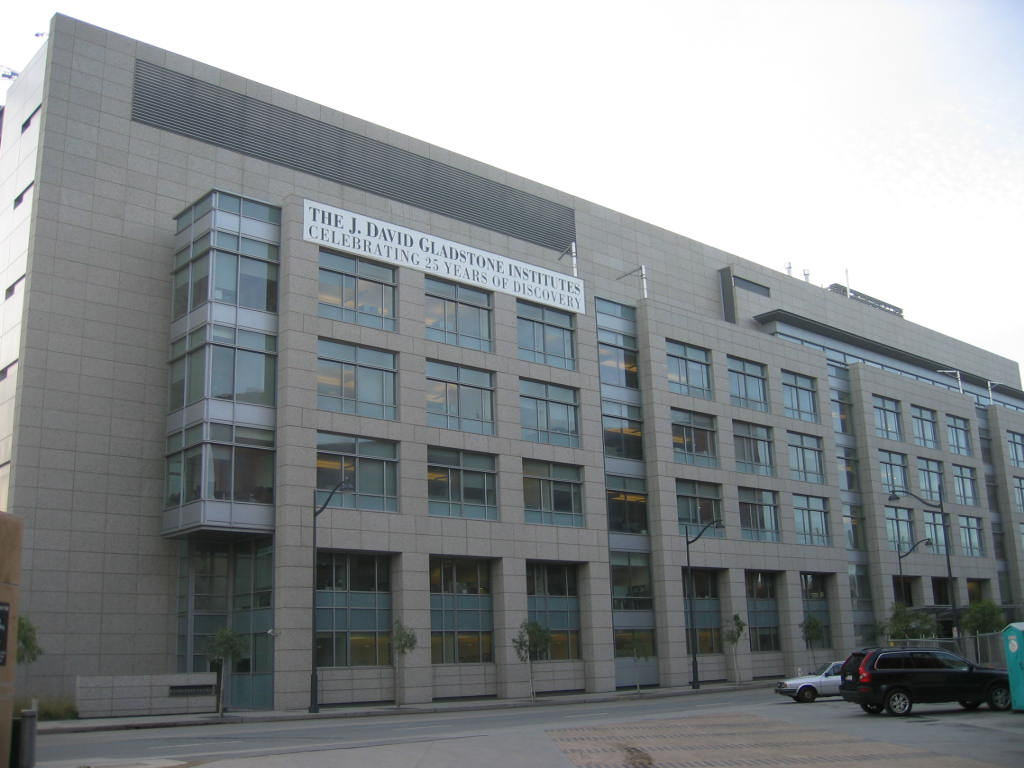
グラッドストーン研究所

カリフォルニア大学サンフランシスコ校（カリフォルニアだいがくサンフランシスコこう、英語: University of California, San Francisco）は、カリフォルニア州サンフランシスコ市に本部を置くアメリカ合衆国の州立大学。1864年創立、1873年大学設置。大学の略称はUCSF。カリフォルニア大学（UCシステム）群の一校。主に医学・薬学・歯学・看護学を専門にした大学院大学であり、いずれの分野も全米TOP10で国際的にも名高い。UCSF医学大学院・UCSF薬学大学院・UCSF歯学大学院は、アメリカ西部で最古の医歯薬系教育機関である。

## 概観
1800年代中盤、この地でおきたゴールドラッシュによる急激な人口の増加とともに伸びた医療需要という歴史的な背景の中で、UCSFは1864年にアメリカの外科医ヒュー・トーランド（Hugh Toland）によりトーランド医科大学（Toland Medical College）として設立された。1870年にトーランド医科大学の一部教員は、クーパー医科大学（のちの、スタンフォード大学医学部）に移ったものの、1873年にカリフォルニア大学（UC）と提携して同大学医学部（The Medical Department of the University of California）となった。同年、カリフォルニア薬科大学（California College of Pharmacy）を設立し、1881年に歯科学校（Dental College）を設立した。1907年にカリフォルニア大学医学部傘下で、看護師養成学校（UC Training School for Nurses）が設立された。1964年に、カリフォルニア大学システムのキャンパスとして独立し、1970年に現在の名前（University of California, San Francisco）となった。

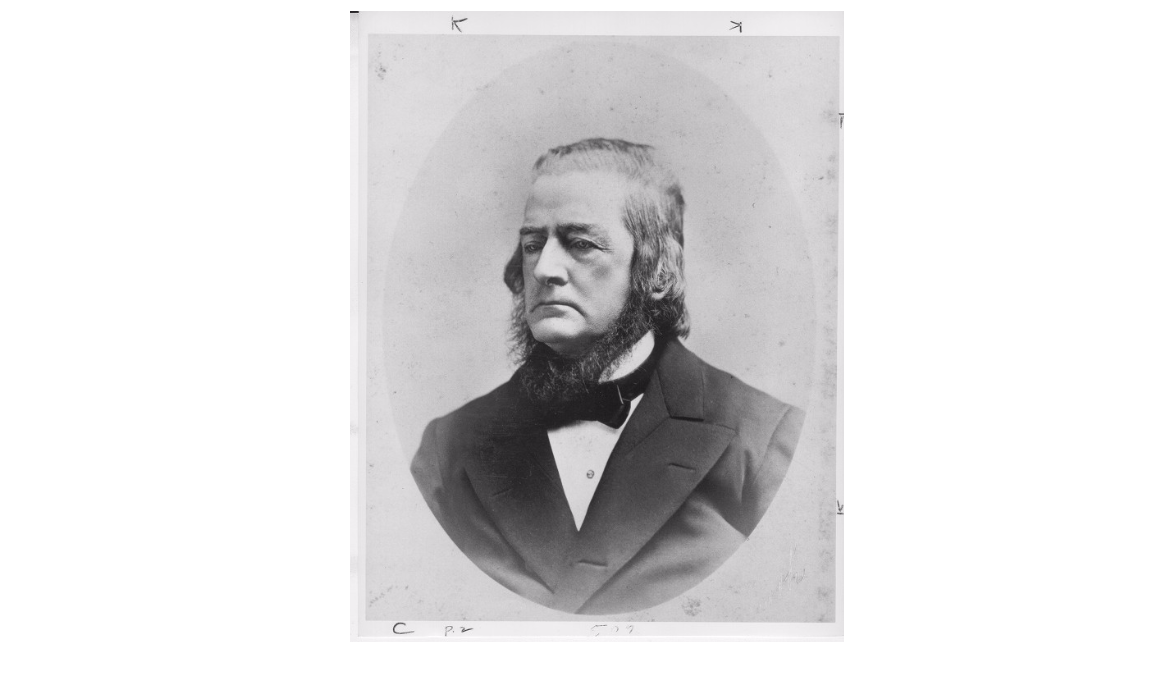
ヒュー・トーランド（Hugh Toland）

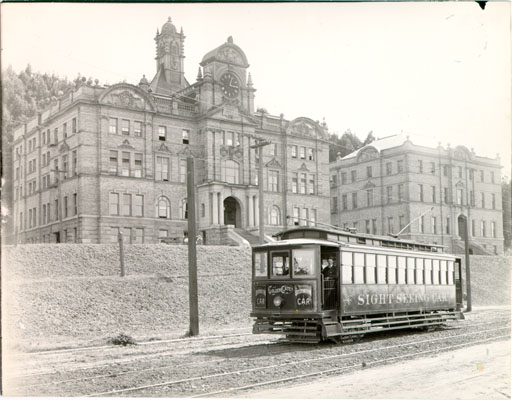
トーランド医科大学/カリフォルニア大学医学部（1908年）

UCSFは、世界有数の医学および生命科学研究大学の1つと見なされている。1979年には、UCSF提携のグラッドストーン研究所が設立され、世界トップレベルの医学研究が行われている。現在、サンフランシスコ市内に4つのキャンパス（大学病院を含む）及び多数の施設を置いており、市の運営する病院やその他あらゆる研究機関などとの連携を図っている。
国際的な医療機関であり、DNAの組み換え技術の発見や、世界で初めて胎内児の手術に成功した等、あらゆる’Firsts’（「最初」という意）を自負にあげている。

## ランキング
UCSF薬学大学院（UCSF Pharmacy）の全米1位をはじめ、UCSF医学大学院（UCSF Med）、UCSF歯学大学院（UCSF Dentistry）、UCSF看護学大学院（UCSF Nursing）はいずれも全米TOP10にランクインしており、カリフォルニア大学（UC）群の中では、医学・薬学・看護学・歯学分野でトップとなっている。

### US NEWS専門大学院ランキング
- 医科大学院: 研究部門-第5位 (2011)/一次医療部門-第4位 (2011)[1]
- 薬学大学院: 第1位 (2011)[2]
- 看護大学院: 第4位 (2011)[3]

## 関連の人物

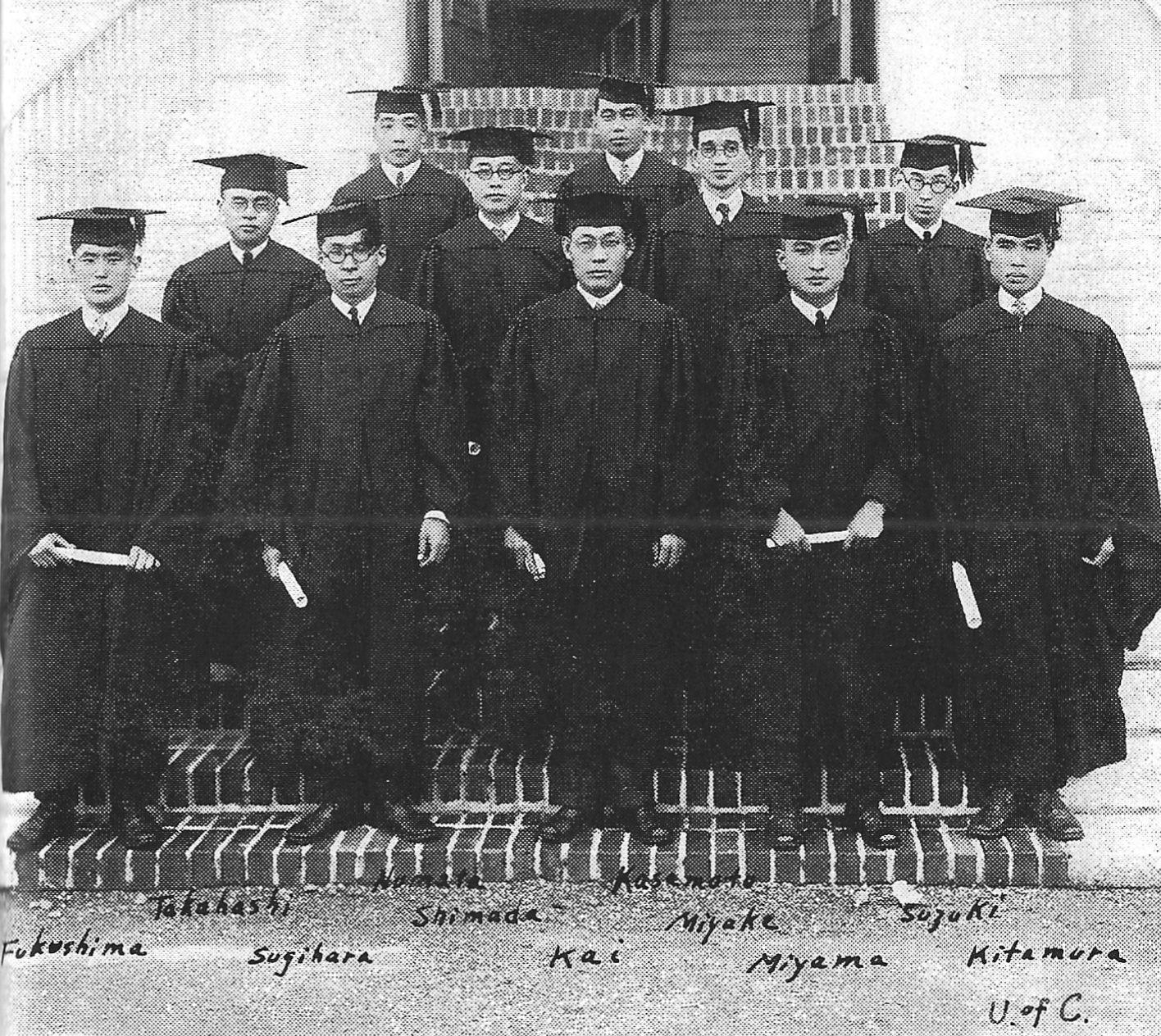
1925年の日本人卒業生（大正14年）

### 教職員
- デイヴィッド・ケスラー（医学大学院長；クリントン政権下アメリカ食品医薬品局総監）
- J・マイケル・ビショップ（元学長；1989年ノーベル生理学・医学賞）
- ハロルド・ヴァーマス（細胞学教授；1989年ノーベル生理学・医学賞）
- スタンリー・B・プルシナー（神経学教授；1997年ノーベル生理学・医学賞）
- エリザベス・H・ブラックバーン (2009年ノーベル生理学・医学賞)
- 山中伸弥（グラッドストーン研究所博士研究員1993年-1996年；同上級研究員2007年-；医学大学院解剖学教授2007年-；2012年ノーベル生理学・医学賞）
- デヴィッド・ジュリアス（生理学教授；2021年ノーベル生理学・医学賞）

### 出身者
- リチャード・カーモナ（元米公衆衛生局医務総監）
- 甲斐兼蔵（翻訳者）